# Michel Garnier
 (septembre 2022).
Pour les articles homonymes, voir Garnier.
Pour le chanteur français, voir Michel Garnier (chanteur).
Michel Garnier est un peintre français né à Saint-Cloud le 21 janvier 1753 et mort à Versailles le 22 décembre 1829.

## Biographie
Peu de documents subsistent sur la vie et l'œuvre de Michel Garnier, peintre répertorié entre 1781 et 1814. Grâce à son père, employé par le duc d'Orléans au château de Saint-Cloud en tant que frotteur, Garnier travailla pour cette maison royale à ses débuts. Sa première œuvre connue, datée de 1781, est d'ailleurs un portrait du duc d'Orléans. Probablement franc-maçon comme son protecteur ou comme le marquis de Saint-Marc, l'un de ses commanditaires, Garnier produisit, à partir de 1785, des scènes de genre. Il entra notamment dans l'atelier de Jean-Baptiste-Marie Pierre.
La Révolution ne toucha pas l'artiste qui put, notamment en 1791, exposer ses tableaux au Salon, comme bon nombre de peintres non académiciens.

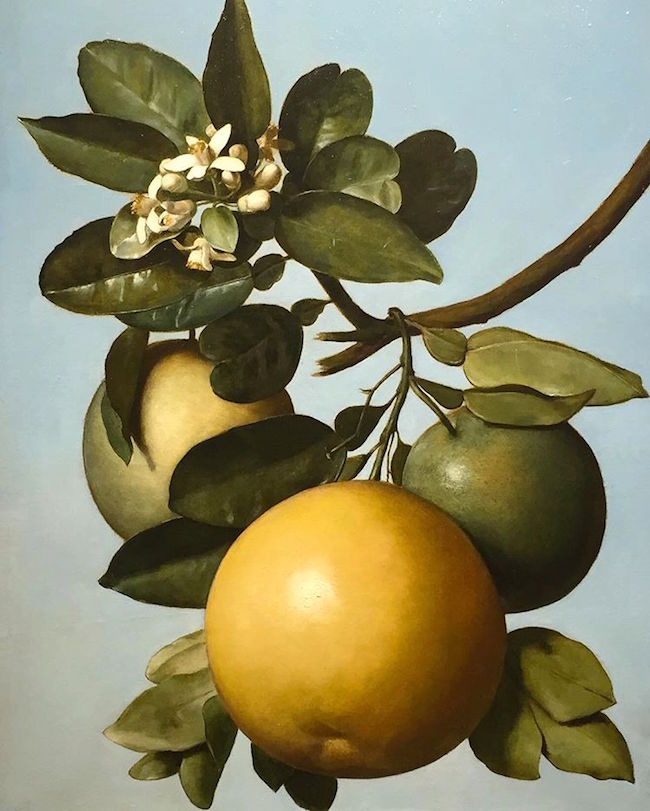
Pamplemousses (vers 1803), localisation inconnue.

Garnier résida à l'Île-de-France (aujourd'hui île Maurice) entre 1801 et 1810 à la suite de sa participation au voyage vers les mers du Sud que conduisit Nicolas Baudin entre 1800 et 1803. Faisant partie des passagers du Naturaliste durant ce voyage d'exploration scientifique, il quitta l'expédition en 1801 à l'occasion de l'escale à l'Ile-de-France pour raisons de santé, ainsi plusieurs autres artistes et savants. 
Pendant son séjour sur cette île, Garnier peignit de nombreuses natures mortes de fruits exotiques. Lors de son voyage de retour en France en 1810, son bateau ayant été pris par les Anglais, il ne put sauver de ses biens que ces peintures qu'il essaya plusieurs fois en vain de vendre à l'État avant sa mort.
Elles furent ensuite rachetées par le Muséum national d'histoire naturelle lors de ventes publiques en 1851 et 1876 et exposées au Carporama du Muséum en compagnie des œuvres en cire de Robillard d'Argentelle jusque dans les années 1930. 

## Vie privée
Sa première épouse, Louise Gabrielle Milon, meurt à Paris le 5 mai 1798. Le 14 novembre 1821, à Versailles, il épouse en secondes noces Marie-Louise Joséphine Petit. De cette union, sont nés deux enfants, Louise-Flore (1813-?) et Michel Eugène Garnier (1814-1854).[réf. souhaitée]

## Œuvres

### Œuvres dans des collections publiques
- Philippe d'Orléans en grand-maître des Francs-Maçons, vers 1777, Chantilly, musée Condé[4].
- La Rencontre, Saint-Quentin, musée Antoine-Lécuyer.
- Le Contrat de mariage interrompu, 1784-1794, Paris, musée Carnavalet.
- Une Merveilleuse sous les arcades du Palais Royal, 1787, huile sur toile,45 × 37 cm, musée d'Art du comté de Los Angeles.
- Coup de vent sur le Pont royal, 1799, Dallas Museum of Art.
- L'Atelier du peintre, 1793-1794, musée d'Art moderne et contemporain de Saint-Étienne Métropole[5].
- Scène de reproches, musée des Beaux-Arts de Dijon.

Œuvres de Michel Garnier
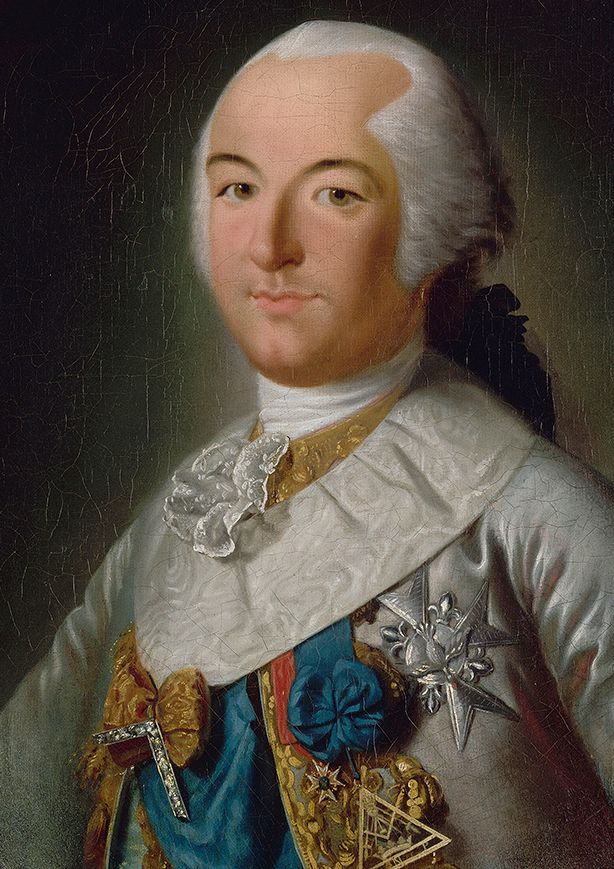
Philippe d'Orléans en grand-maître des Francs-Maçons (vers 1777), Chantilly, musée Condé.
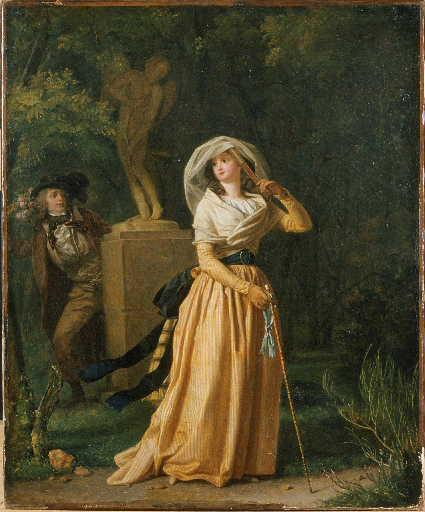
La Rencontre, Saint-Quentin, musée Antoine-Lécuyer.
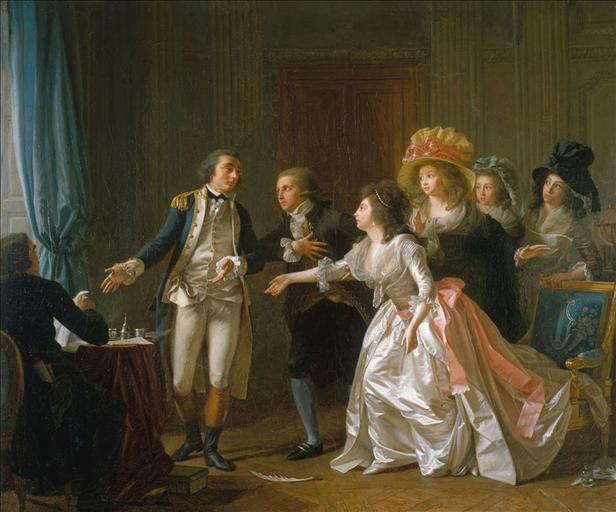
Le Contrat de mariage interrompu (1784-1794), Paris, musée Carnavalet.
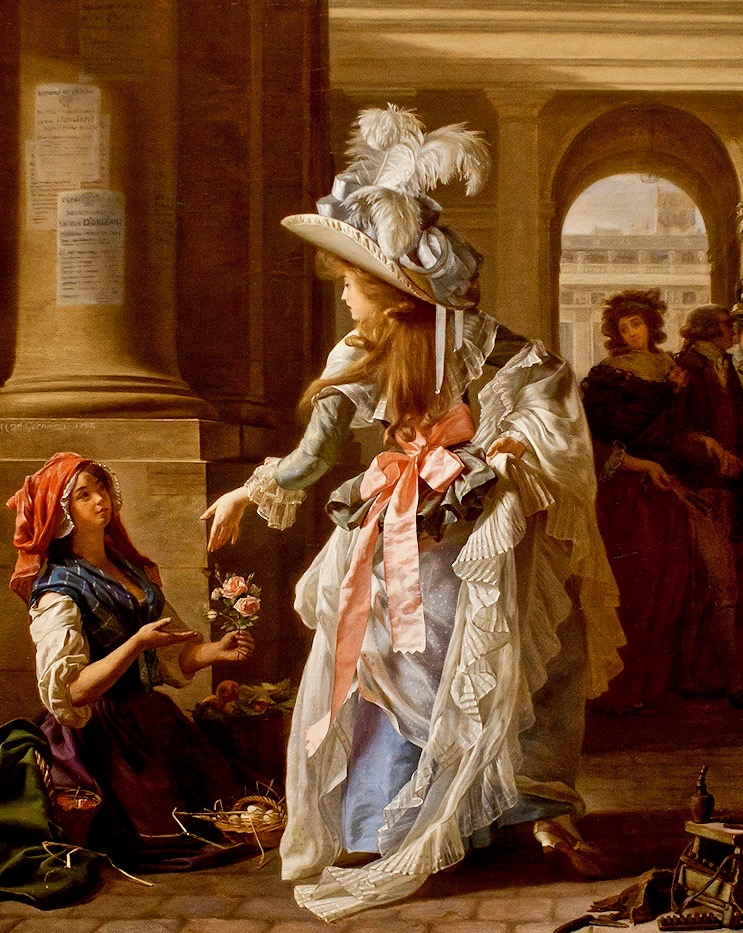
Une Merveilleuse sous les arcades du Palais Royal (1787), musée d'Art du comté de Los Angeles.
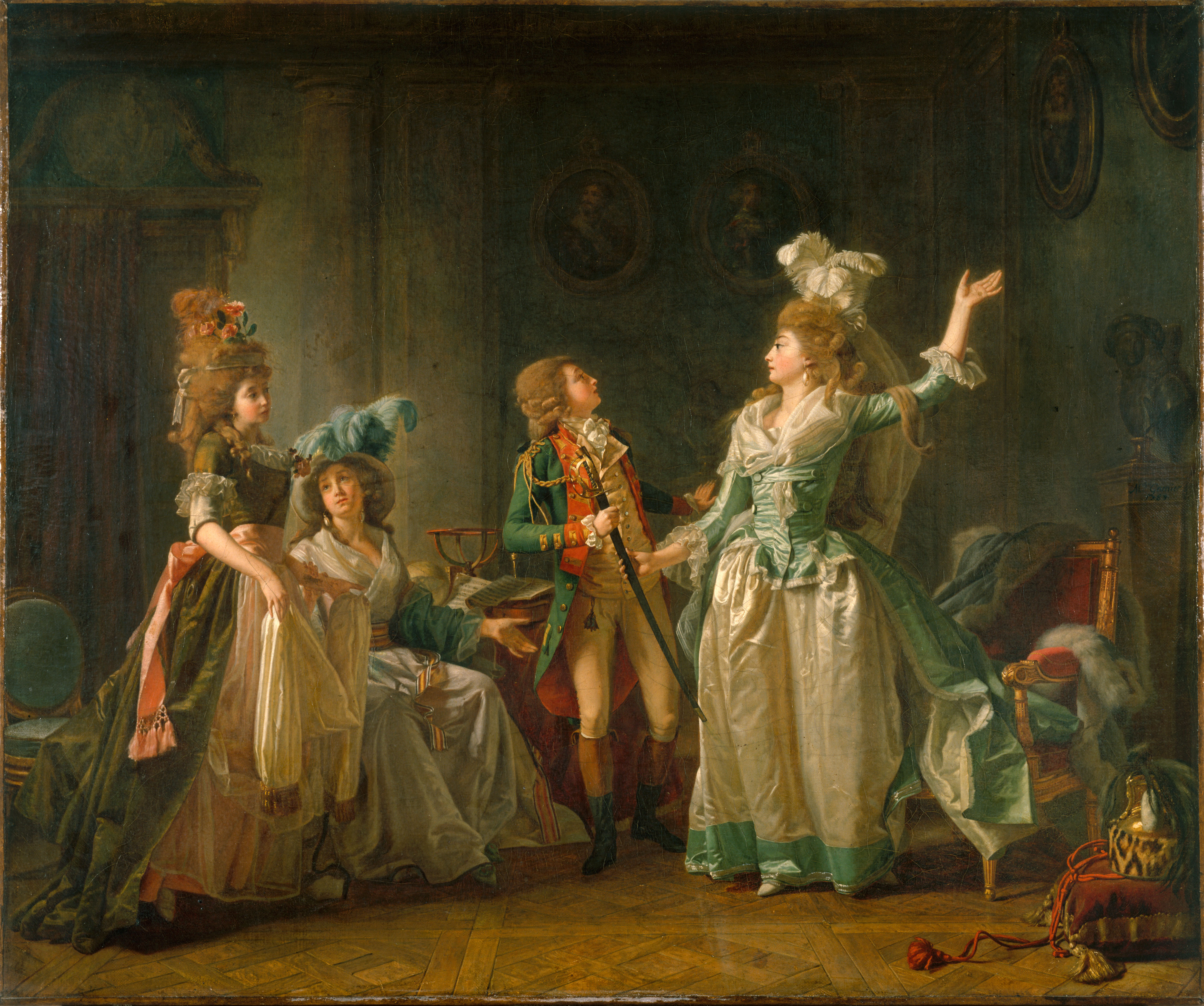
Le Départ du dragon (1789), Paris, musée Carnavalet.
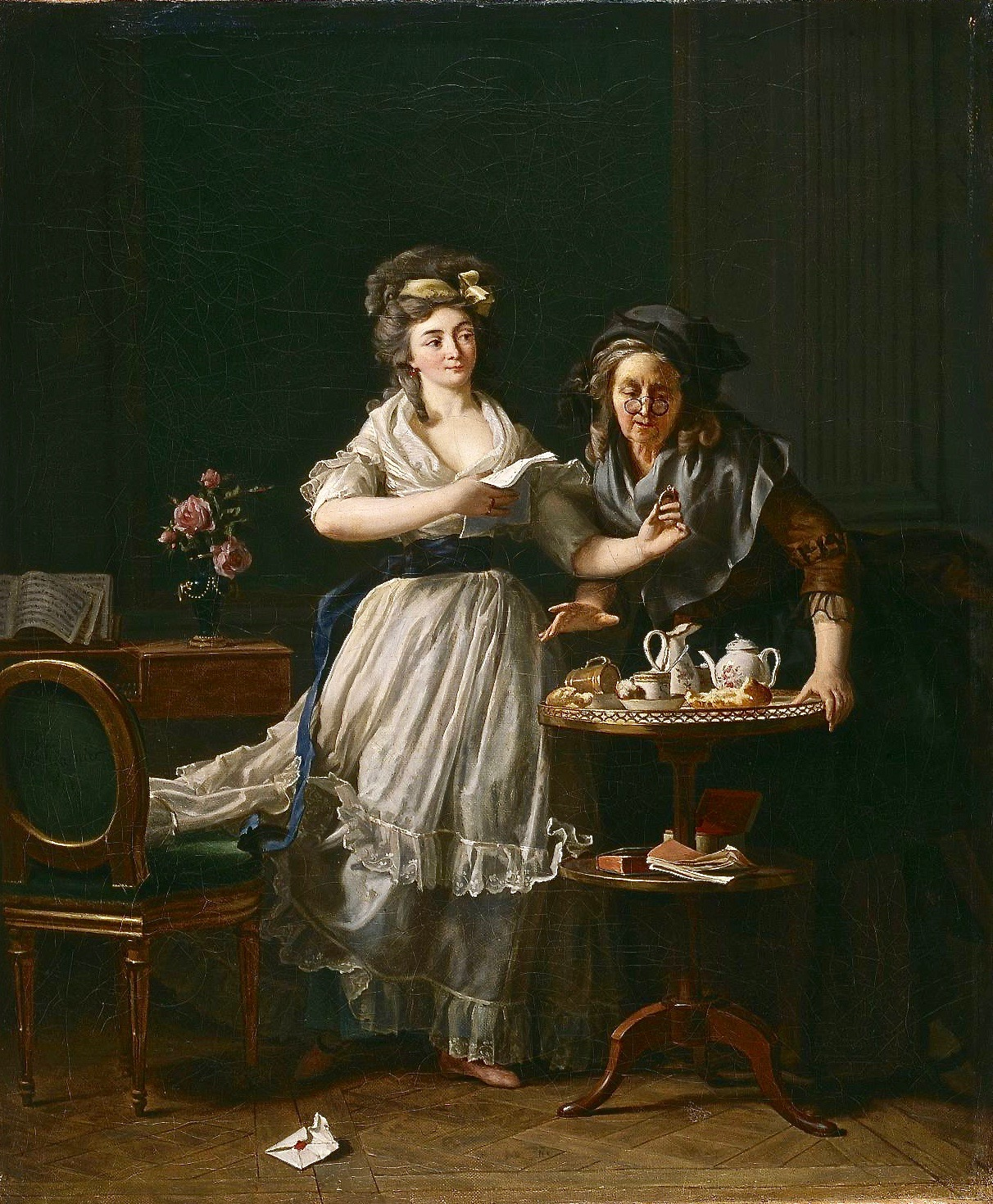
La Lettre (1791), Minneapolis Institute of Art.
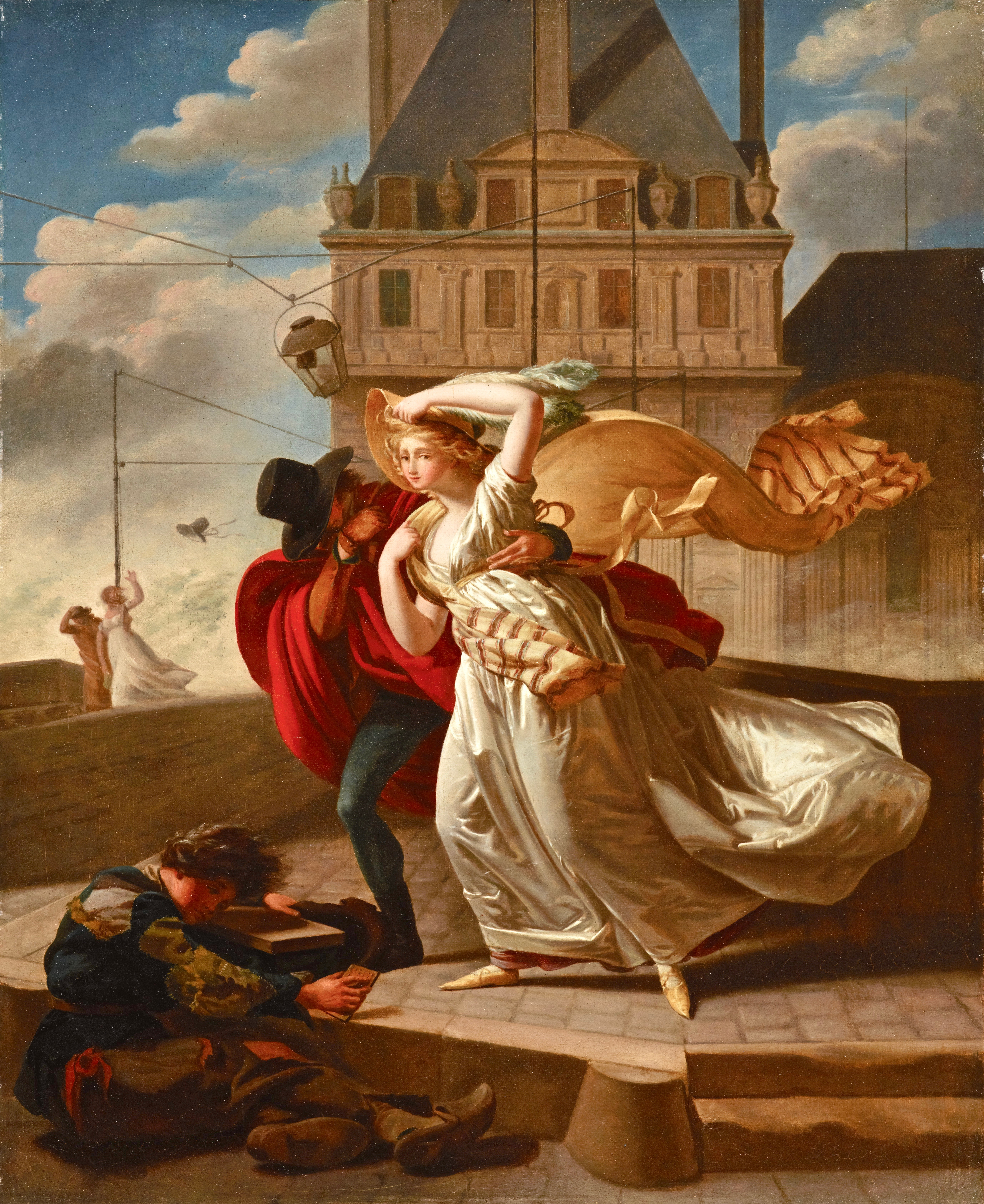
Le Coup de vent (1799), musée d'Art de Dallas.
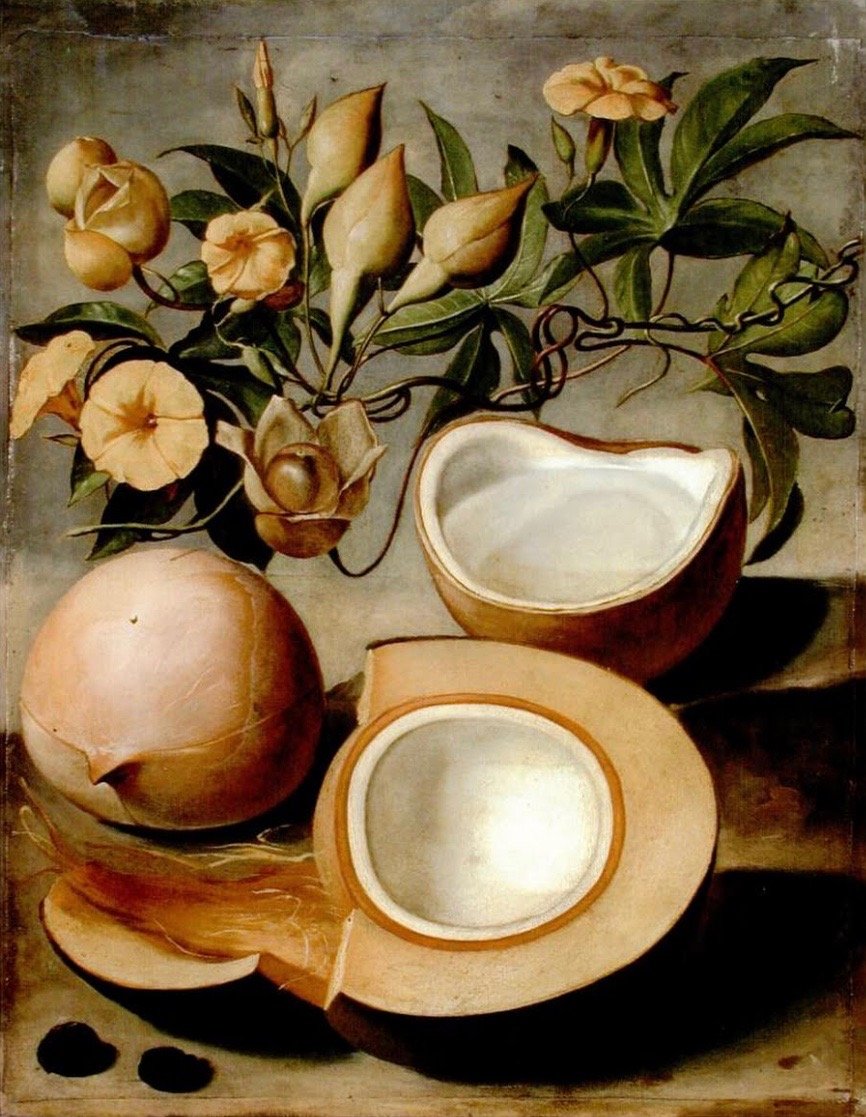
Cocos nucifera, Paris, Muséum national d'histoire naturelle.
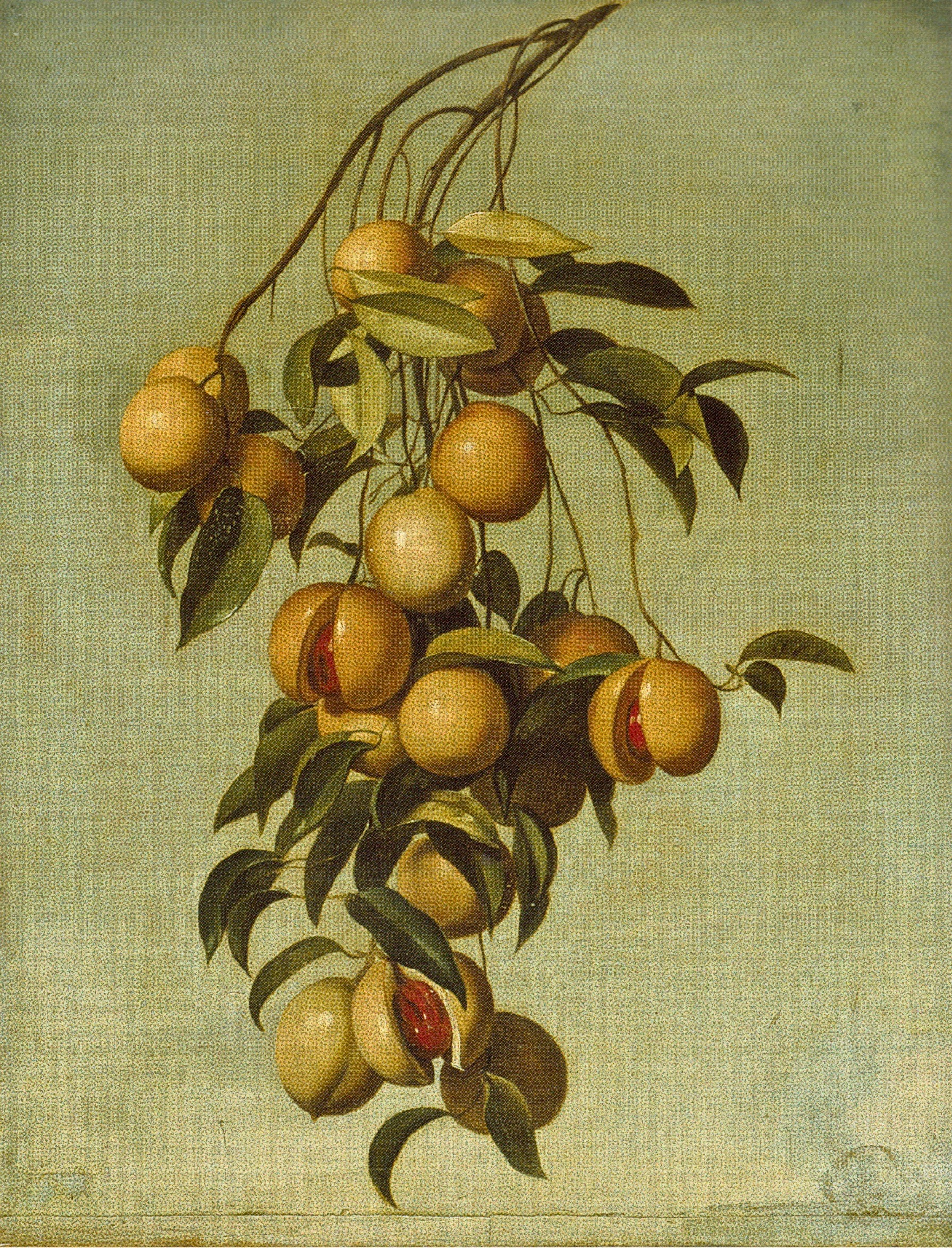
Myristica fragrans, Paris, Muséum national d'histoire naturelle.
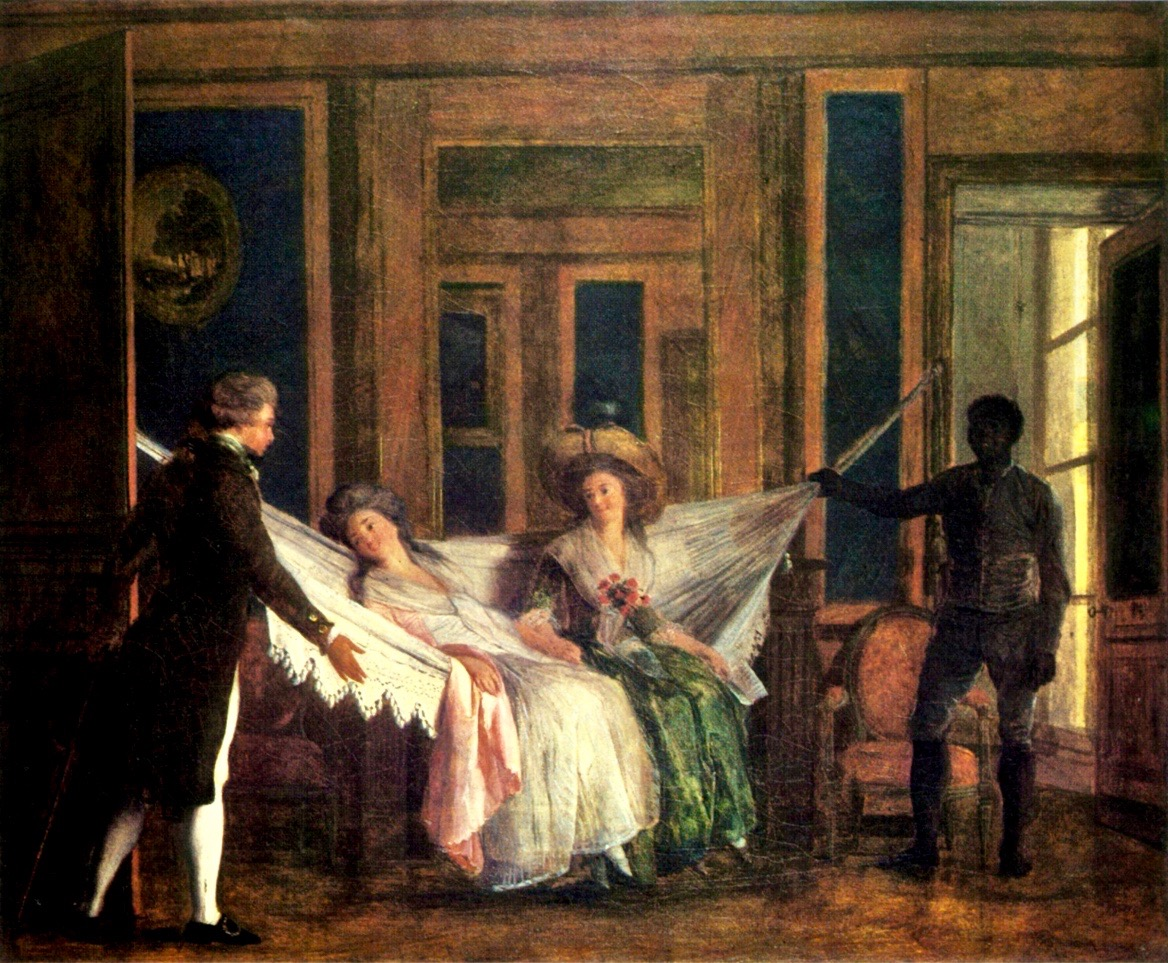
Le hamac en couleur (entre 1801 et 1809), montrant un esclave balançant ses maîtres dans une habitation de l'île de France (aujourd'hui Maurice).

### Œuvres passées en vente publique
- Le Départ de Monsieur de Saint-Marc pour la bataille de Fontenoy, huile sur toile, 59,5 × 73,5 cm, signée et datée en bas à gauche sur le coussin : « M.chel Garnier. 1788 ». Vente Paris, Christie's, 26 juin 2002, lot 55[réf. nécessaire].

Œuvres non localisées de Michel Garnier
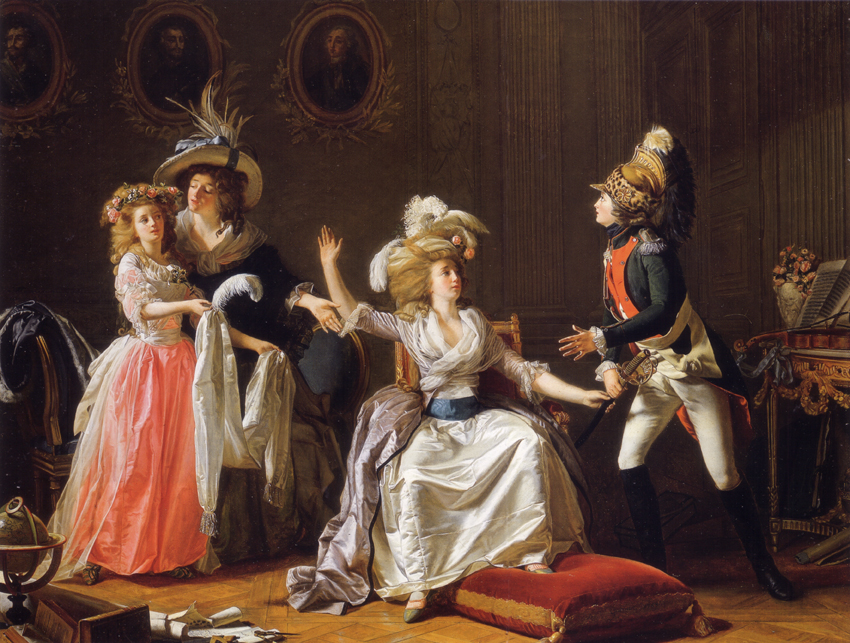
Le Départ de Monsieur de Saint-Marc à la bataille de Fontenoy (1788).
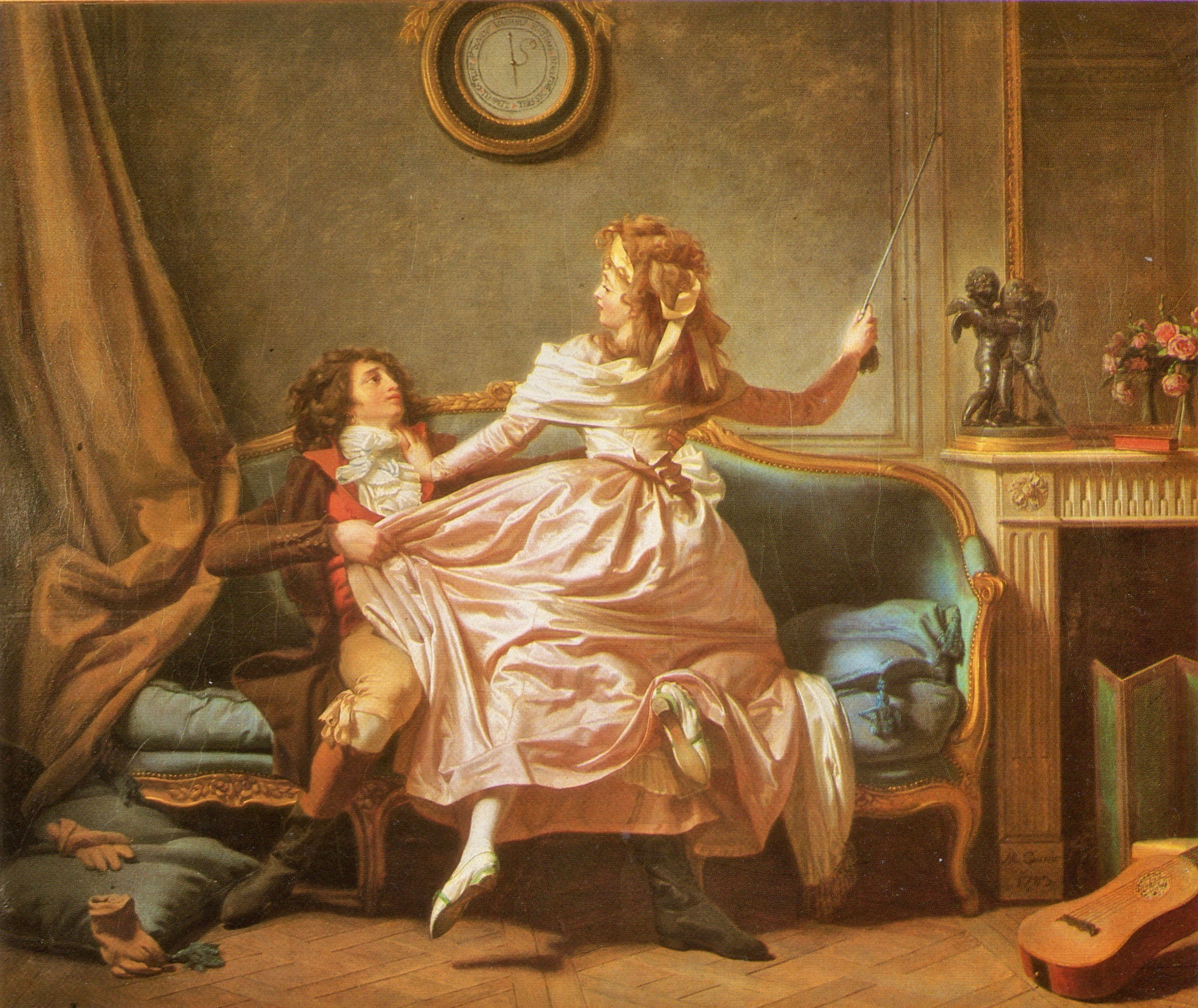
La douce résistance (1793).